# Sonic Free Riders
Sonic Free Riders (jap.: ソニック フリーライダーズ, Hepburn: Sonikku Furī Raidāzu) ist ein Rennspiel-Videospiel, das von Sonic Team entwickelt und von Sega im November 2010 für Xbox 360 veröffentlicht wurde und ausschließlich mit Kinect spielbar ist.
In diesem Rennspiel treten die Charaktere auf Hoverboards, genannt Extreme Gear, in Rennen gegeneinander an. Auch das zuvor eingeführte Trio namens Babylon Rogue, bestehend aus den Charakteren Jet the Hawk, Wave the Swallow und Storm the Albatross, spielen wieder Hauptrollen im Spiel.
Es ist der Nachfolger von Sonic Riders (2006) und Sonic Riders: Zero Gravity (2008).

## Handlung
Dr. Eggman, der sich verkleidet hat und sich selbst „King Doc“ nennt, hält einen neuen World Grand Prix ab, an dem bekannte Charaktere wie Sonic, Tails und Knuckles, die Babylon Rogue Jet, Wave und Storm, aber auch Shadow, Rouge, Amy, Cream, Vector und E-10000B teilnehmen. Beim finalen Rennen gibt Dr. Eggman seine Maskerade auf und enthüllt, dass E-10000B die Daten aller Mitfahrer gesammelt hat, um daraus Vorteile für Dr. Eggman zu ziehen. Als sich Dr. Eggman enttäuscht darüber zeigt, dass dies nicht der Fall ist, zerbricht E-10000B und offenbart sich als Metal Sonic, der zuvor Dr. Eggman absichtlich die falschen Daten übermittelte, um nun mit seinem Wissen Sonic zu einem Rennen herauszufordern, welches Sonic jedoch trotzdem für sich entscheiden kann.

## Gameplay
In den Rennen treten Fahrer in regulär drei Runden je Strecke gegeneinander an. Der Erstplatzierte gewinnt die Rennen, die komplett mit Kinect gesteuert werden. Das heißt, die Konsole erkennt die Bewegungen des realen Spielers und wie dieser sich vor der Konsole bewegt, neigt und welche Körperhaltung er einnimmt. Dies wird in das Spiel übertragen und die Spielfigur agiert dementsprechend auf der Rennstrecke. Die Rennen werden im Spiel auf den Hoverboards namens Extreme Gear bestritten, die über dem Boden schweben. Die auf den Strecken verteilten Ringe sorgen für höhere Geschwindigkeit. Auf den Strecken sind auch Itemboxen verteilt, die bei Berührung zufällig ein Items zur Verfügung stellen, beispielsweise zusätzlichen Boost, zusätzliche Ringe, eine Bowlingkugel, einen Basketball oder einen Golfschläger.
Neben dem Storymodus und dem Grand-Prix-Modus verfügt das Spiel über einen Time-Attack-Modus, einen Free-Race-Modus und einen Relay-Modus. Jeder der 19 wählbaren Charaktere gehört einer der Klassen Speed, Fly oder Power an und hat individuelle Werte und Attribute. Es können bis zu 37 Extreme Gear freigespielt werden, die jeweils nur die entsprechenden Charaktere nutzen können. Das Spiel verfügt über acht Strecken (Dolphin Resort, Rocky Ridge, Frozen Forest, Metropolis Speedway, Magma Rift, Forgotten Tomb, Final Factory, Metal City), von denen jede über eine Standard- und eine Experten-Variante verfügt.

## Charaktere
| Charakter            | Ursprung           | Main Extreme Gear | Klasse   |
| -------------------- | ------------------ | ----------------- | -------- |
| Sonic the Hedgehog   | Sonic the Hedgehog | Blue Star         | Speed    |
| Miles Tails Prower   | Sonic the Hedgehog | Yellow Tail       | Fly      |
| Knuckles the Echidna | Sonic the Hedgehog | Red Rock          | Power    |
| Jet the Hawk         | Sonic Riders       | Type-J            | Speed    |
| Wave the Swallow     | Sonic Riders       | Type-W            | Fly      |
| Storm the Albatross  | Sonic Riders       | Type-S            | Power    |
| Shadow the Hedgehog  | Sonic the Hedgehog | Black Shot        | Speed    |
| Rouge the Bat        | Sonic the Hedgehog | Temptation        | Fly      |
| Amy Rose             | Sonic the Hedgehog | Pink Rose         | Speed    |
| Cream the Rabbit     | Sonic the Hedgehog | Smile             | Fly      |
| Vector the Crocodile | Sonic the Hedgehog | Hard-Boiled       | Power    |
| Silver the Hedgehog  | Sonic the Hedgehog | Psychic Wave      | Fly      |
| Blaze the Cat        | Sonic the Hedgehog | Flame Lance       | Speed    |
| Dr. Eggman           | Sonic the Hedgehog | E-Rider           | Power    |
| Metal Sonic          | Sonic the Hedgehog | Metar Star        | Speed    |
| E-10000G             | Sonic Riders       | E-Gear            | Power    |
| E-10000B             | Sonic Riders       | E-Gear            | Power    |
| Super Sonic          | Sonic the Hedgehog | Blue Star II      | Speed    |
| Xbox Avatar          | Xbox               | Avatar-M/F        | Variiert |

## Synchronisation
Serientypisch zu dieser Zeit wurde das Spiel auf Englisch und auf Japanisch synchronisiert. Da im Jahre 2010 bis auf Mike Pollock als Dr. Eggman der gesamte, englischsprachige Voicecast ausgetauscht wurde, stellt Sonic Free Riders für zahlreiche Synchronsprecher das Debüt für ihre Figur im Sonic-Universum dar, darunter Roger Craig Smith als Sonic, Kate Higgins als Tails und Wave, Travis Willingham als Knuckles und Storm, Cindy Robinson als Amy, Kirk Thornton als Shadow, Quinton Flynn als Silver, Laura Bailey als Blaze und Omochao, Michael Yurchak als Jet, Karen Strassman als Rouge, Keith Silverstein als Vector und Michelle Ruff als Cream. Wally Wingert, der hier E-10000G und E-10000B spricht, übernahm kurz darauf ab seinem Debüt in Sonic Colours (2010) auch die Synchronarbeiten für den Charakter Cubot.
| Synchronsprecher in Sonic Free Riders | Synchronsprecher in Sonic Free Riders | Synchronsprecher in Sonic Free Riders |
| Figur im Spiel                        | Englischer Synchronsprecher           | Japanischer Synchronsprecher          |
| ------------------------------------- | ------------------------------------- | ------------------------------------- |
| Sonic the Hedgehog                    | Roger Craig Smith                     | Jun'ichi Kanemaru                     |
| Miles Tails Prower                    | Kate Higgins                          | Ryō Hirohashi                         |
| Wave the Swallow                      | Kate Higgins                          | Chie Nakamura                         |
| Knuckles the Echidna                  | Travis Willingham                     | Nobutoshi Canna                       |
| Storm the Albatross                   | Travis Willingham                     | Kenji Nomura                          |
| Jet the Hawk                          | Michael Yurchak                       | Daisuke Kishio                        |
| Amy Rose                              | Cindy Robinson                        | Taeko Kawata                          |
| Dr. Eggman                            | Mike Pollock                          | Chikao Ōtsuka                         |
| Shadow the Hedgehog                   | Kirk Thornton                         | Kōji Yusa                             |
| Silver the Hedgehog                   | Quinton Flynn                         | Daisuke Ono                           |
| Blaze the Cat                         | Laura Bailey                          | Nao Takamori                          |
| Omochao                               | Laura Bailey                          | Etsuko Kozakura                       |
| Rouge the Bat                         | Karen Strassman                       | Rumi Ochiai                           |
| Vector the Crocodile                  | Keith Silverstein                     | Kenta Miyake                          |
| Cream the Rabbit                      | Michelle Ruff                         | Sayaka Aoki                           |
| E-10000G/R                            | Wally Wingert                         | Daisuke Kishio                        |

## Rezeption
Sonic Free Riders wurde vorwiegend unterdurchschnittlich bewertet. Viele Medien und Vertreter der Fachpresse kritisierten, dass die Steuerung über Kinect oftmals fehlerhaft oder zu schwammig funktionierte, was zu Problemen und Frust führten.

„Die Sonic Riders-Spiele waren noch nie spannend, aber wenigstens vernünftig zu steuern – bei Free Riders klappt auch das nicht. Es wird zu viel Gestenklamauk verlangt und dann zu ungenau abgefragt, das konnte nicht gutgehen. Wer sich trotzdem mit den Unzulänglichkeiten anfreundet, der bekommt zumindest einen bunten und flotten Raser. Doch dann nerven da noch langweilige Missionen, die lieblos präsentierte Story, eine dämliche Menüsteuerung und reihenweise chaotische Rennsituationen. Wer unbedingt schon jetzt ein Rennspiel für Kinect haben muss, der ist mit Joy Ride besser bedient. Chaotische Hoverboard-Rennen, die wegen der überladenen und schlecht reagierenden Steuerung frustrieren.“